# Эрокванас
Эрокванас бубылда (Erokwanas bubilda) — малочисленный австронезийский язык, на котором говорят по полуострове Бомберай провинции Западное Папуа в Индонезии. Имеет дарембангский диалект. Подгруппа дарембанг может считаться отдельным языком.